# Stob Bàn
Stob Bàn (wymowa gaelicka: [ˈs̪t̪op ˈpaːn]) – szczyt w paśmie Mamores, w Grampianach Zachodnich. Leży w Szkocji, w regionie Highland. 